# 佐々木六華
佐々木 六華（ささき ろっか、1975年3月10日 - ）は、テレビ宮崎 (UMK) のアナウンサー。

## 来歴
奈良県天理市で出生後、小学生のときに宮崎県宮崎市へ移住。以来、宮崎県立宮崎西高等学校を卒業するまで同市で過ごす。NHK交響楽団のオーボエ奏者である池田昭子は、高校時代の同級生である。
関西学院大学を卒業後、1997年にテレビ宮崎に入社。アナウンサー志望ではなかったが、入社後にアナウンス部に配属される。

## 人物
人からよく「本名ですか？」と尋ねられるという一種独特な名前は、雪の異称である「六花」と、父親の出身校である北海道札幌南高等学校の「六華の門」にちなんで付けられた。
トロンボーン奏者かつ指揮者としての顔を持つ。中学から大学まで一貫して吹奏楽部に所属し、大学時代には定期演奏会の指揮者も務めた。テレビ宮崎へ入社してからも、地元のアマチュアバンドや吹奏楽団で音楽活動をしている。
既婚者で、子供がいる。
漫画家の東村アキコは高校の一級後輩で中学校も同じ。

## 担当番組
- ジャガジャガ天国 - 入社2年目から番組に携わる[8]。2007年4月からは2代目MCとして出演[9]。
- HOT WAVE - MC[10]
- めざましテレビ（フジテレビ） - 中継担当。不定期出演。
- めざましテレビ公認 わがまま!気まま!旅気分（フジテレビ） - テレビ宮崎制作分に出演。
- アサデス。九州・山口（九州朝日放送） - 「宮崎ウィーク」の回に出演[11]。
- みやざきゲンキTV - 司会[12]
- UMKスーパーニュース[13] - メインキャスター
- 延岡西日本マラソン中継 - 実況[14]
- 火曜ゴールデン よかばん!!
- よかとこ発見!蛙亭イワクラ使節団〜伊藤と肥満とサイダーと〜